# Carl Friedrich Zelter
Carl Friedrich Zelter, né à Berlin le 11 décembre 1758 et mort le 15 mai 1832 dans cette même ville, est un compositeur, chef d'orchestre, théoricien et pédagogue prussien, membre de la seconde école de Berlin,. 

## Biographie
Carl Friedrich Zelter travaille d'abord comme maçon avec son père puis fait de brillantes études musicales avec comme professeur Carl Friedrich Christian Fasch, auquel il succède comme directeur de l'académie royale de chant. Il se fit connaître assez jeune en particulier par un concerto pour alto en mi bémol majeur daté de 1779.Il est aussi membre honoraire (1806), puis professeur (1809) à l'Académie prussienne des arts au sein de laquelle il fonde l'association chorale « Liedertafel ». Ami de Goethe, Carl Friedrich Zelter organise la bibliothèque musicale de Berlin, privilégiant les œuvres de Johann Sebastian Bach.
Il a été le professeur de Felix Mendelssohn et de sa sœur Fanny Mendelssohn .

## Œuvres
- Lieder
- Chœurs
- Cantates
- Oratorio L'Ascension
- Requiem
- Te Deum
- Concerto pour alto et orchestre[5]

## Hommages
L'astéroïde (15808) Zelter, découvert en 1994, est nommé en son honneur.